# Кибердеревня
«Кибердеревня» — российский фантастический комедийный сериал. Сериал «Кибердеревня» основан на вирусных видеороликах русскоязычного YouTube-канала Birchpunk, созданного Сергеем Васильевым в 2020 году. В отличие от YouTube-роликов Birchpunk, в сериале «Кибердеревня» разрозненные персонажи обзавелись сюжетной линией и общей историей.
Премьера состоялась 23 сентября 2023 года на платформе «Кинопоиск». С 4 декабря 2023 года сериал показывается на телеканале ТНТ. Сериал состоит из десяти серий с хронометражем около 30 минут. Сериал получил положительные отзывы в прессе, в том числе ряд изданий включил его в свои списки лучших российских сериалов года. Сам «Кинопоиск» заявил, что сериал стал самым просматриваемым комедийным сериалом года уже в конце ноября.
19 сентября 2024 года сериал был официально продлён на второй сезон.

## Сюжет
Будущее. 2085 год. Двое молодых инженеров, Николай Кулибин и Константин Барагозин, испытывают устройство для переселения разума в другие тела. Устройство не работает как надо, но они решают основать совместную компанию «Ижевск Дайнемикс».
Проходит несколько десятилетий. Изгнанный из компании Николай становится фермером и живёт с семьёй на Марсе. Константин стал миллионером и возглавляет корпорацию «Ижевск Дайнемикс», которая в последнее время терпит убытки. Он решает начать разработки минерала «недоступния» на Марсе, но этому мешает ферма его бывшего партнёра по бизнесу. Барагозин пытается выжить его с фермы. Во время перепалки случайно срабатывает устройство переселения разума, и Барагозин оказывается в теле робота, а в его теле — примитивный разум робота на уровне маленького ребёнка. Не зная об этом, сотрудники «Ижевск Дайнемикс» увозят и тело, и прибор. Застрявший в роботе Барагозин обещает Николаю оставить в покое киберферму, если тот сможет вернуть ему тело. Николай даёт ему прозвище «Робогозин».
Двое бывших друзей вынуждены действовать сообща. Пытаясь добраться до тела и прибора, они путешествуют по Солнечной Системе, где каждая планета представляет собой сатирическое обыгрывание российских реалий: Плутон пародирует шахтёрские городки, на кольцах Сатурна находится гигантский рынок, Церера показана как милитаризованное общество, которое тратит все ресурсы на огромную ракету и пропагандирует, что только здесь живут «нормальные люди». В ходе приключений Барагозин поначалу ведёт себя как эгоист, но, видя пример Николая, начинает постепенно исправляться и проявлять характер в сложных ситуациях.
В параллельной сюжетной линии робкий и нерешительный заместитель Барагозина Павел пытается управлять фирмой в ситуации, когда его босс превратился в идиота. Павлом психологически манипулирует его жена-голограмма Галя, которая подталкивает его к решительным действиям. Благодаря советам Гали, Павлу удаётся стать главой компании, при этом сама Галя становится всё более независимой и хочет заполучить себе физическое тело. Ещё одна параллельная сюжетная линия рассказывает о жене и дочерях Николая, которые защищают Киберферму от «Ижевск Дайнемикс» и переманивают на свою сторону роботов-строителей.
В финале Николай и робот-Барагозин наконец похищают тело Барагозина и прибор из штаб-квартиры компании и пытаются переселить его разум обратно. Однако в последний момент Галя срывает их планы и с помощью хитрости сама вселяется в тело Барагозина, захватив «Ижевск Дайнемикс».

## В ролях
| Актёр                               | Персонаж                                                   |
| ----------------------------------- | ---------------------------------------------------------- |
| Сергей Чихачёв                      | фермер Николай Кулибин                                     |
| Сергей Бурунов                      | голос Робогозина                                           |
| Григорий Скряпкин                   | Константин Геннадьевич Барагозин, глава «Ижевск дайнемикс» |
| Ольга Жевакина                      | Надя, жена Николая                                         |
| Маргарита Силаева                   | Людка, младшая дочь Николая                                |
| Влада Лукина                        | Маринка, старшая дочь Николая                              |
| Артём Семакин                       | Павел, зам. Барагозина                                     |
| Елена Махова                        | Галя, голографическая жена Павла                           |
| Борис Эстрин                        | Олег Варфоломеевич, глава Совета директоров                |
| Сергей Фролов                       | Макар, шахтер-изобретатель                                 |
| Валерия Репина                      | Верочка, секретарь Барагозина                              |
| Ефим Банчик                         | Иваныч, прораб                                             |
| Мария Николаева                     | Аня, проводница                                            |
| Ренат Мухамбаев                     | Василий, карточный шулер                                   |
| Руслан Ягудин                       | начальник поезда                                           |
| Екатерина Васильева и Зоя Мансурова | мать Барагозина                                            |
| Арсений Сергеев                     | Барагозин в молодости                                      |
| Денис Корнух                        | Николай в молодости                                        |
| Ефим Шароха                         | прораб                                                     |
| Александр Волохов                   | строитель                                                  |
| Виктор Кузин                        | шахтёр                                                     |
| Михаил Коновалов                    | шахтёр                                                     |
| Тимур Ямалеев                       | шахтёр                                                     |
| Ирина Киреева                       | репортер                                                   |
| Святослав Кравцов                   | космический таможенник                                     |
| Валерий Шешуков                     | архитектор                                                 |

## Производство
Когда вышел первый ролик Birchpunk, команде поступило достаточно большое количество предложений на создание сериала. Но поскольку несколько проектов режиссёр Сергей Васильев, будучи художником по визуальным эффектам, разрабатывал с Валерием Федоро́вичем и Евгением Никишовым, и знал их подход — творческий, смелый — это побудило команду работать над созданием сериала именно с ними. Главной сложностью при создании проекта было разворачивание сценария с короткометражек до длинного проекта на несколько серий. У команды не было такого опыта. Было очень много поиска — порядка 50 черновиков сценария. Команда долго и кропотливо искала подход, в котором ей помогали опытные сценаристы — Дмитрий Невзоров и Никита Лундин, и продюсеры — Валерий Федоро́вич и Евгений Никишов, которые занимались производством проекта.
Съёмки сериала проходили в нескольких местах, среди них: Камчатка, посёлок Барханы, посёлок Ключи, Камызяк, а также село Кисьва.
23 декабря 2023 года на «Кинопоиске» вышел новогодний спецвыпуск — приквел о том, как Николай с семьёй справляют Новый год.

## Культурные отсылки и аллюзии
По характеристике «Мира фантастики», в «Кибердеревне» «„Кин-дза-дза!“ встречает „Футураму“ и Столенхага», а разные планеты служат сатирой на те или иные российские реалии». По мнению критика Михаила Кабо, образы в сериале отсылают к фильмам «Любовь и голуби», «Белое солнце пустыни» и «Кин-дза-дза!». Также обыгрывается идея космического лифта. Присутствуют аллюзии на роман «Дюна». В Новогоднем спецвыпуске визуально копируется ключевой эпизод из кинофильма «Интерстеллар», в котором Николай при помощи гравитации и азбуки Морзе передаёт послание в прошлое своей семье.

## Отзывы и оценки
Сериал получил преимущественно положительные отзывы в прессе.
- Киножурналист Максим Ершов отметил прекрасную компьютерную графику[12].
- Сергей Ефимов в рецензии «Комсомольской правде» критикует сериал за сценарную пошлость и делает вывод «Вульгарное месиво, которое ничего не говорит человеку о человеке — то есть зрителю о нём самом»[13].
- Кинокритик Елена Зархина даёт положительную оценку сериалу, но отмечает: «Судить о проекте в целом по двум представленным сериям сложно, но кажется, что состыковка оригинального авторского замысла и зрительского интереса прошла успешно»[14].
- По мнению кинообозревателя Елены Фоминой, у сериала «есть все шансы взлететь на крыльях постмодерна и унестись в край народного кино»[15].
- В обзоре для издания «Фонтанка» Матвей Пирогов сравнил «Кибердеревню» по духу и атмосфере с сериалом «Внутри Лапенко»[16].
- В обзоре для сайта канала 2х2 Юлия Андрианова отметила юмор, менее провокативный и прямолинейный, чем в короткометражных роликах, и атмосферу, созданную «с большой любовью и вниманием к деталям»[17].
- В обзоре издания Forbes Анна Нехаева называет «Кибердеревню» «одним из самых изобретательных российских проектов осени» и отмечает большое количество ироничных отсылок к массовой культуре и российским реалиям[18].

«Кибердеревня» стала вторым самым рейтинговым сериалом в онлайн-кинотеатре «Кинопоиск» в 2023 году (после «Короля и шута»). По итогам года многие российские издания включили «Кибердеревню» в свои списки лучших сериалов 2023 года (российских или в целом), в том числе «Афиша», «Канобу», «Кино-театр.ру», РБК, Forbes Russia, «Чемпионат.ру» и «Журнал Тинькофф». Журнал «Мир фантастики» назвал «Кибердеревню» лучшим сериалом года.